# Pierella astyoche
Pierella astyoche är en fjärilsart som beskrevs av Wilhelm Ferdinand Erichson 1848. Pierella astyoche ingår i släktet Pierella och familjen praktfjärilar. Inga underarter finns listade i Catalogue of Life.

## Bildgalleri

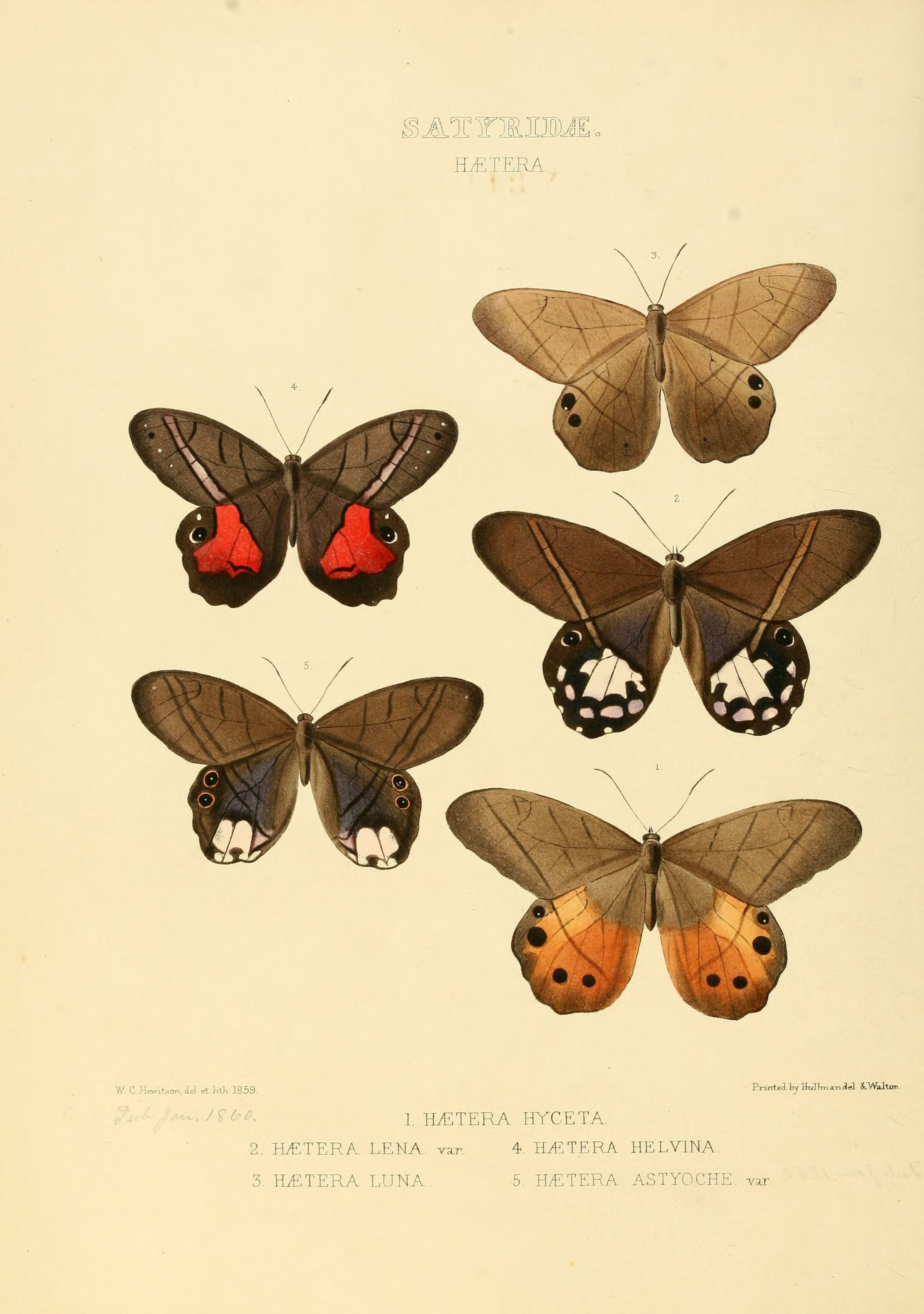
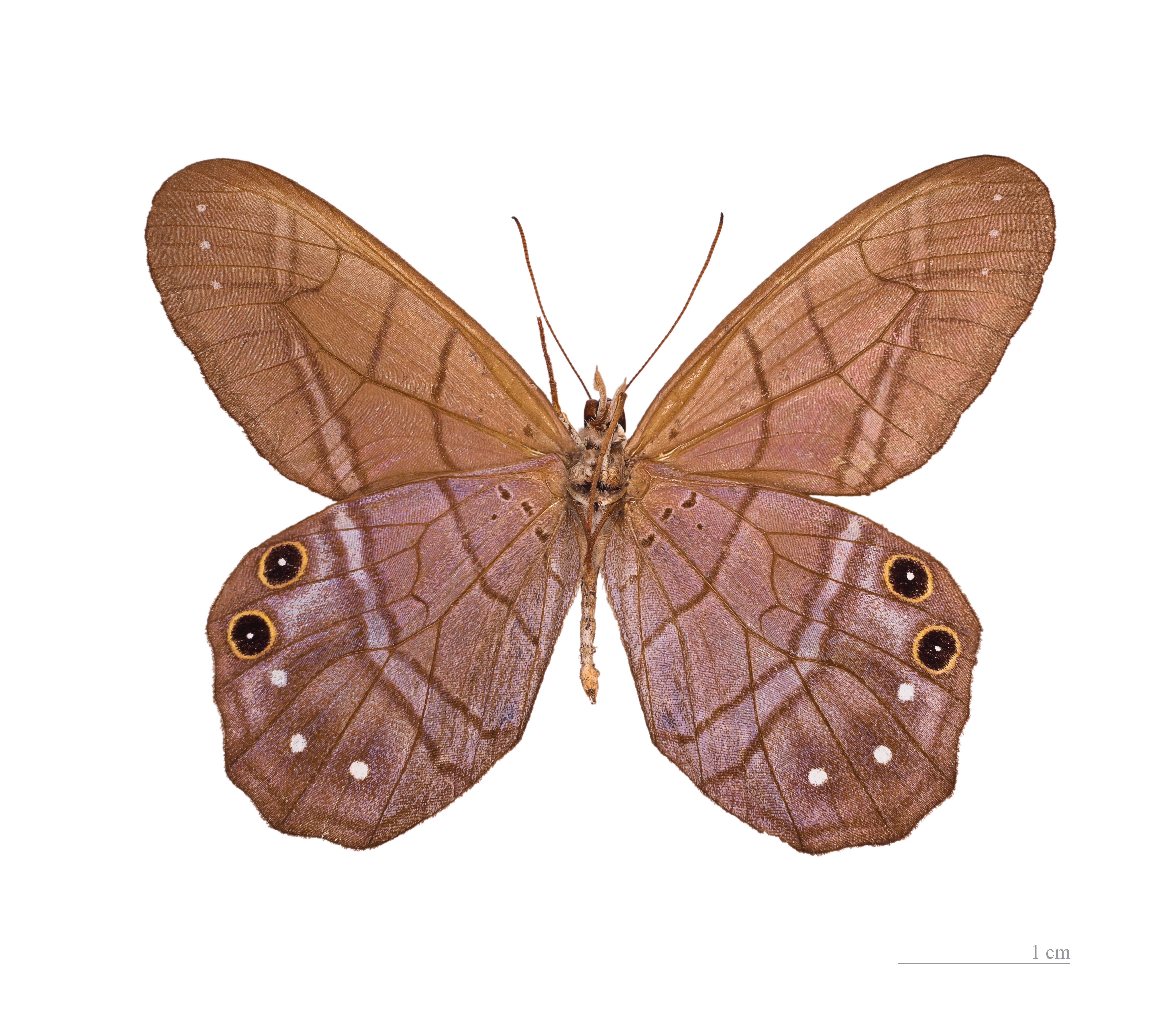
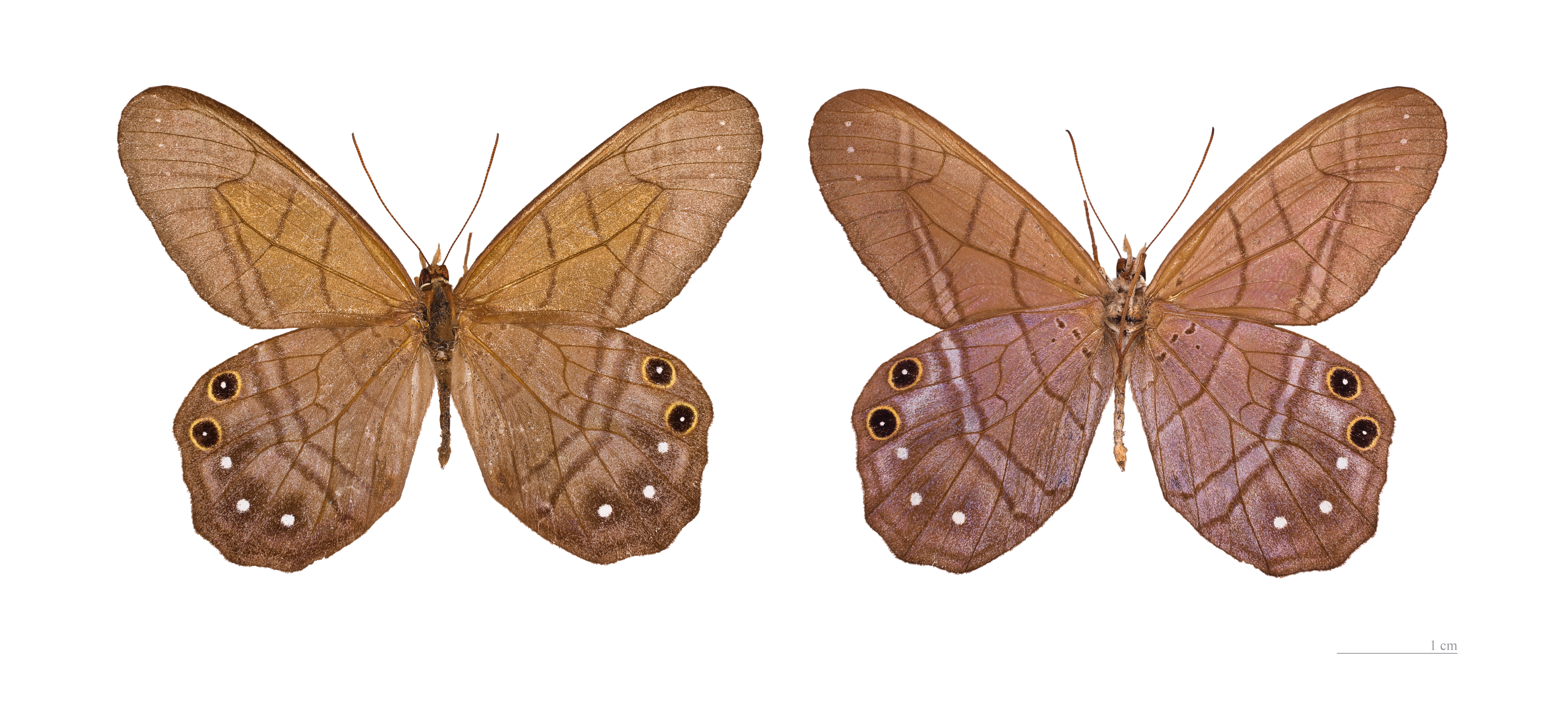